# Leitneriaceae
Ordre
Famille
Classification APG II (2003)
Classification APG III (2009)
Les Leitneriaceae sont une famille de plantes dicotylédones. C'est l'unique famille de l'ordre des Leitneriales selon la classification classique de Cronquist (1981) ; elle ne comprend qu'une seule espèce, Leitneria floridana, petits arbres résineux, à feuilles caduques, originaires du sud-est des États-Unis.
En classification phylogénétique, cette famille et cet ordre n'existent pas. Leitneria floridana est placée dans la famille des Simaroubaceae.

### Leitneriales
- (fr + en) ITIS : Leitneriales

### Leitneriaceae
- (en) Flora of North America : Leitneriaceae
- (en) Flora of Missouri : Leitneriaceae
- (en) DELTA Angio : Leitneriaceae
- (fr + en) ITIS : Leitneriaceae
- (en) GRIN : famille Leitneriaceae Benth. et Hook. f. (+liste des genres contenant des synonymes)

1. ↑  (en) Arthur Cronquist, An Integrated System of Classification of Flowering Plants, New York, CUP, 1981 (ISBN 0-231-03880-1, OCLC 1136076363, LCCN 80039556, lire en ligne).